# تویستد سیستر
تویستِد سیستِر (به انگلیسی: Twisted Sister) یک گروه موسیقی گلم متال آمریکایی است که در سال ۱۹۷۲ پایه‌گذاری شد.
آثار آن‌ها آمیزه‌ای از شاک راک الیس کوپر و حالت سرکش موسیقی هنرمندان موج نوی هوی متال بریتانیایی مانند کیس، آیرن میدن و جوداس پریست را در خود دارد و آرایش‌های غیر معمول‌شان یادآور برخی گروه‌های گلم راک اولیه، همچون نیویورک دالز است. تویستد سیستر را از نظر فرم موسیقایی در ردهٔ گلم متال به‌شمار می‌آورند، اگرچه نظر اعضای گروه راجع به سبک‌شان متفاوت است.
تویستد سیستر را جی جی فرنچ (گیتاریست) در دسامبر ۱۹۷۲ بنیان‌گذاشت و مارک مندوزا (بیس گیتار)، ادی اوجدا (الکتریک گیتار)، اِی‌جی پیرو (درامز) و دنیل اسنایدر در سال‌های ۷۴، ۷۵ و ۷۶ به گروه پیوستند. همهٔ ترانه‌های گروه از سال ۱۹۷۶ به بعد توسط دی اسنایدر (خواننده) نوشته شده‌است. اسنایدر در جایی گفته‌است که جانی کارسون ابتدا واژهٔ «This» را به‌عنوان نام گروه پیشنهاد داده بود اما اعضای گروه چون فکر کردند ممکن است هواداران‌شان عبارت «This sucks» را به‌جای آن استفاده کنند، این پیشنهاد را رد کردند. اسنایدر از نظر سبک، موسیقی تویستد سیستر را نقطهٔ تلاقی اسلید و سکس پیستولز می‌داند.
تویستد سیستر با ترانه‌های موفقی مانند «ما این را برنمی‌تابیم» و «می‌خوام راک بزنم» و به‌لطف پخش شدن مرتب ویدئوهای‌شان از ام‌تی‌وی در دههٔ ۸۰ معروف شدند. «بها» و «نمی‌تونی راک اند رول رو متوقف کنی» و «Burn In Hell» از دیگر ترانه‌های موفق آن‌ها بود. بسیاری از ترانه‌های آن‌ها حاوی مضامینی مانند درگیری کودکان با والدین‌شان و انتقاد به سیستم آموزشی هستند.
آلبوم چهارم آن‌ها با نام گرسنه بمان که در سال ۱۹۸۴ منتشر شد از برجسته‌ترین آثار تویستد سیستر به‌شمار می‌رود. این آلبوم در زمان انتشارش در ایالات متحده تا ردهٔ ۱۵اُم بیلبورد ۲۰۰ صعود کرد. در سال ۲۰۱۵ ای‌جی پیرو بر اثر سکتهٔ قلبی جان باخت. تویستد سیستر در سال ۲۰۱۶ آخرین اجرایش را به نمایش گذاشت و دیگر فعالیتی ندارد.

## اعضا
- دی اسنایدر: آواز (۱۹۷۶ تا ۲۰۱۶)
- ادی اوجٍدا: گیتار الکتریک (۱۹۷۵ تا ۲۰۱۶)
- جی جی فرنچ: گیتار الکتریک (۱۹۷۲ تا ۲۰۱۶)
- کنی نیل: گیتار بیس (۱۹۷۳ تا ۱۹۷۸)
- مارک مٍندوزا: گیتار بیس (۱۹۷۸ تا ۲۰۱۶)
- ای. جٍی پرو: درام، پرکاشن (۱۹۸۲تا ۱۹۸۶–۱۹۹۷ تا ۲۰۱۵)
- جوی فرانکو: درام، پرکاشن (۱۹۸۶ تا ۱۹۸۸)

## آلبوم‌ها
| نام آلبوم                       | سال انتشار      |
| ------------------------------- | --------------- |
| ۱. Ruff Cuts(EP)‎                | ۲۷ مارس ۱۹۸۲    |
| ۲. Under the Blade              | ۱۸ سپتامبر ۱۹۸۲ |
| ۳. You Can't Stop Rock 'n' Roll | ۲۷ ژوئن ۱۹۸۳    |
| ۴. Stay Hungry                  | ۱۰ مه ۱۹۸۴      |
| ۵. Come Out and Play            | ۹ نوامبر ۱۹۸۵   |
| ۶. Love Is for Suckers          | ۱۳ اوت ۱۹۸۷     |
| ۷. Still Hungry                 | ۲۴ اوت ۲۰۰۴     |
| ۸. A Twisted Christmas          | ۱۷ اکتبر ۲۰۰۶   |